# 1645
1645 (MDCXLV) var ett normalår som började en söndag i den gregorianska kalendern och ett normalår som började en onsdag i den julianska kalendern.

## Händelser

### Januari
- Januari – Världens äldsta ännu utkommande tidning börjar utkomma under namnet Ordinari Post Tijdender, senare Stockholms Post-Tidningar. Den innehåller krigsnyheter och propaganda för att bearbeta den svenska hemmaopinionen.

### Februari
- 15 februari – Sverige ockuperar Verdens stift.[1]
- 24 februari – Svenskarna under Lennart Torstenson besegrar kejsarens trupper i slaget vid Jankov sydöst om Prag.

### Mars
- 16 mars – Smålands nation i Uppsala grundas.[2]

### April
- 25 april – Fransmännen besegras av kejsarens trupper i slaget vid Mergentheim.

### Juli
- 24 juli – Fransmännen besegrar kejsarens trupper i slaget vid Allersheim.

### Augusti
- 3 augusti – Fransmännen besegrar kejsarens trupper i det andra slaget vid Nördlingen.
- 13 augusti – Fred sluts mellan Sverige och Danmark i Brömsebro. Sverige erhåller Jämtland, Härjedalen, Gotland, Ösel, Halland på trettio år och oinskränkt tullfrihet i Öresund.[3]

### September
- 6 september – I Sverige delas Norrlands län upp i Hudiksvalls och Härnösands län.[4]

### December
- December – Lennart Torstenson nedlägger befälet över den svenska armén.

## Födda
- 8 februari – Christian Bielke, dansk amiral.
- 14 juni – Haquin Spegel, danskfödd präst och diktare, svensk ärkebiskop 1711–1714.[5]
- 28 juli – Margareta Lovisa av Orleans,  fransk prinsessa, storhertiginna av Toscana.
- 16 augusti – Jean de La Bruyère, fransk hovman och författare.

## Avlidna
- 10 januari – William Laud, engelsk prelat.
- 15 mars – Johan Skytte, svenskt riksråd och universitetskansler; Gustav II Adolfs lärare.
- 13 juli
  - Marie de Gournay, fransk författare och feminist.
  - Mikael I, Rysslands tsar sedan 1613.
- 28 augusti – Hugo Grotius, folkrättens fader.
- 8 september – Francisco de Quevedo, spansk romanförfattare och poet.
- 18 december – Nur Jahan, indisk mogulkejsarinna.
- Amelia Lanyer, engelsk diktare.

### Fotnoter
1. ↑  World Statesmen (läst 6 april 2011)
2. ↑  ”En dryg 350-årig historia”. Arkiverad från originalet den 19 november 2013. https://web.archive.org/web/20131119153431/http://smalands.nu/default.asp?sc=page&pid=23&katid=1. Läst 11 januari 2015.
3. ↑  Det hände i dag - 13 augusti
4. ↑  World Statesmen
5. ↑  Det hände i dag